# Gensac-la-Pallue
Gensac-la-Pallue é uma comuna francesa na região administrativa da Nova Aquitânia, no departamento de Charente. Estende-se por uma área de 19,23 km². Em 2010 a comuna tinha 1 581 habitantes (densidade: 82,2 hab./km²).